# Čortkivský rajón
Čortkivský rajón (ukrajinsky Чортківський район) je rajón v Ternopilské oblasti na Ukrajině. Hlavním městem je Čortkiv a rajón má přibližně 334 tisíc obyvatel. 

## Města v rajónu
- Borščiv
- Bučač
- Čortkiv
- Chorostkiv
- Kopyčynci
- Monastyryska
- Zališčyky